# Cephalota littorea
Cephalota littorea – gatunek chrząszcza z rodziny biegaczowatych i podrodziny trzyszczowatych. Zamieszkuje południowy zachód Europy, północną Afrykę i południowy zachód Azji.

## Taksonomia
Gatunek ten opisany został po raz pierwszy w 1775 roku przez Petrusa Forskåla pod nazwą Cicindela littorea. Wyróżnia się w jego obrębie trzy podgatunki:
- Cephalota littorea alboreducta (W.Horn, 1934)
- Cephalota littorea goudotii (Dejean, 1829)
- Cephalota littorea littorea (Forskål, 1775)

Według niektórych autorów C. l. goudotii stanowić może odrębny gatunek, jako że różni się od pozostałych podgatunków budową płata środkowego samczych genitaliów i nie styka się z nimi zasięgiem geograficznym.

## Morfologia
Chrząszcz o ciele długości od 10 do 15 mm, bardziej połyskującym niż u podobnej C. vartianorum.
Masywna głowa jest na wysokości oczu ponad 1,3 raza szersza od przedplecza. Kolor ma miedzianobrązowy z metalicznym połyskiem, przy czym ząbkowane żuwaczki są białe z czarnymi wierzchołkami, u samca większe niż u samicy. Czoło pozbawione jest białych szczecinek. Na wardze górnej wyrasta mniej niż osiem szczecinek, a jej lekko zakrzywiona przednia krawędź dysponuje pojedynczym zębem pośrodkowym. Na policzkach pod oczami brak jest owłosienia. Czułki mają na pierwszym członie tylko jedną sterczącą szczecinkę odsiebną. Człony od piątego wzwyż mają mniej kontrastowe ubarwienie niż pierwsze cztery.
Przedplecze jest miedzianobrązowe, na brzegach porośnięte gęstym, jasnym owłosieniem. Nie zwęża się ku tyłowi wyraźnie. Podgięcia przedplecza nie są widoczne patrząc od góry. Trójkątna tarczka jest dobrze widoczna. Pokrywy są miedzianobrązowe lub miedzianozielone z jasnym wzorem w odcieniu kości słoniowej. Obejmuje on ku przodowi sięgającą barków, nieprzerwaną, węższą niż u Ch. chiloleuca obwódkę łączącą poprzeczne przepaski, z których przynajmniej środkowa jest wyraźnie wygięta ku tyłowi; obwódki obu pokryw nie łączą się, pozostawiając cały szew ciemnym. Ząbek w szczytowych kątach pokryw jest ostry i spiczasty. Episternity przedpiersia porośnięte są gęstym, białym owłosieniem. Odnóża mają golenie metaliczne z rudymi czerwonawymi nasadami.

## Ekologia i występowanie
Owad ten zasiedla obszary piaszczyste o skąpej roślinności, zwłaszcza nadmorskie i śródlądowe wydmy oraz słone mokradła. Formy dorosłe obserwuje się od maja do września lub października, przy czym szczyt pojawu przypada na drugą połowę lata i jesień. Wykazują aktywność za dnia, jak i nocą, i bywa że przylatują do sztucznych źródeł światła. Zarówno postacie dorosłe, jak i larwy są drapieżne.
Podgatunek nominatywny znany jest z Egiptu (w tym z południowego Synaju), Sudanu, Czadu, Erytrei i Arabii Saudyjskiej. Podgatunek C. l. alboreducta notowany jest z Sudanu, Erytrei, Dżibuti, Somalii, Arabii Saudyjskiej, Jemenu i Omanu. C. l. goudotii w Europie podawana jest z Portugalii, południowej Hiszpanii, Sardynii, Sycylii, a w Afryce z Maroka, Algierii i Tunezji.